# Hudson Lowe

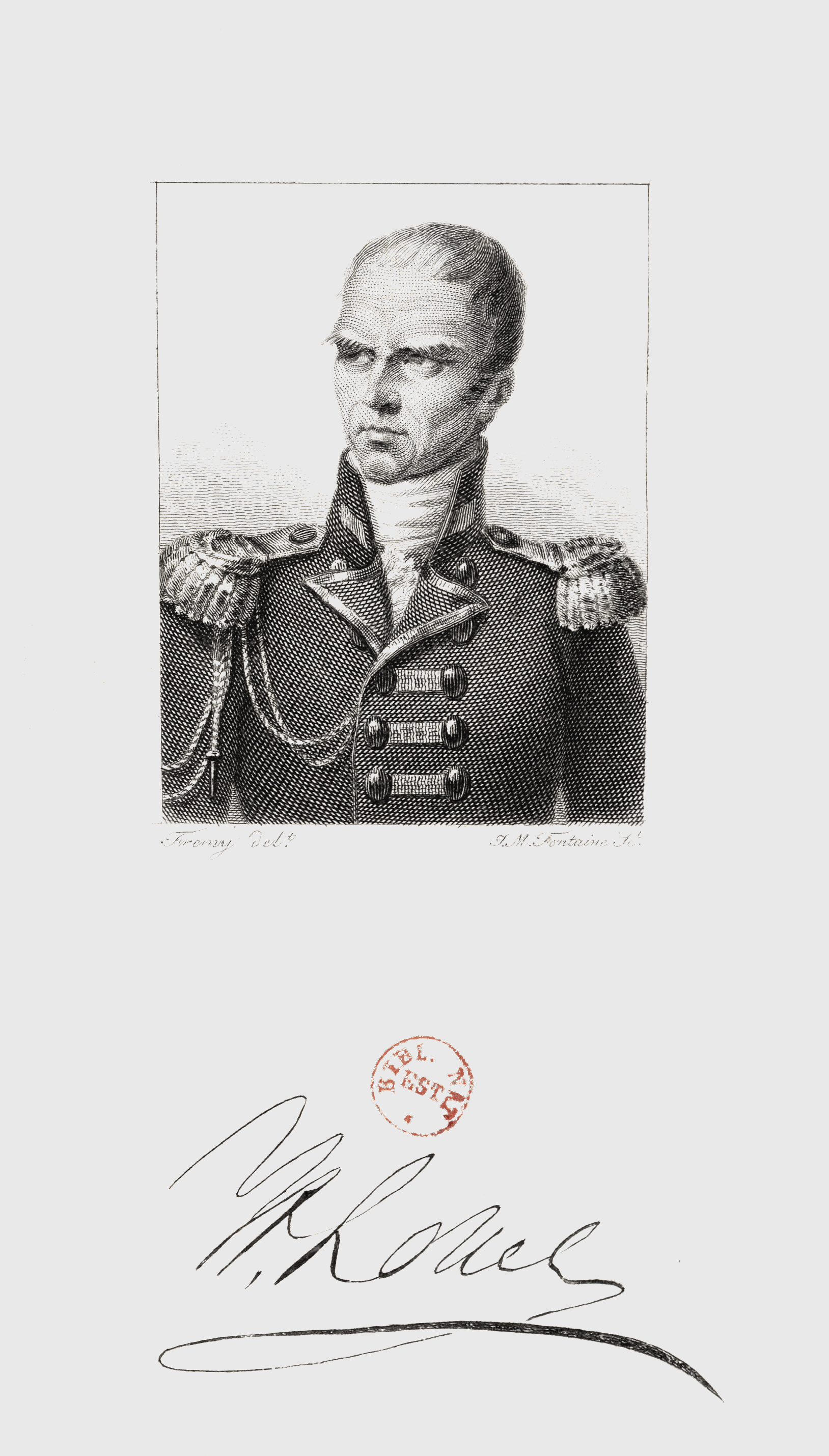
Sir Hudson Lowe

Hudson Lowe (ur. 28 lipca 1769 r. w Galway, zm. 10 stycznia 1844 r. w Londynie) – angielski wojskowy, gubernator wyspy Św. Helena w okresie pobytu na niej Napoleona Bonaparte.

## Życiorys
Urodził się 28 lipca 1769 r. w Galway, był synem wojskowego chirurga. Od 1793 r. służył na froncie wojen przeciw Francji. W 1814 r. został wyniesiony do godności szlacheckiej. Na wyspę św. Heleny został skierowany w kwietniu 1816 r., przytłoczony ciężarem zadania jakim było zarządzanie miejscem zesłania byłego cesarza Napoleona Bonaparte, Lowe drobiazgowo i surowo przestrzegał wszystkich regulaminów, ograniczając swobody Napoleona. Po październiku 1816 r., gdy pojawiły się informacje o przygotowywanej akcji odbicia Napoleona, Lowe jeszcze zwiększył reżim na wyspie, m.in. deportował z wyspy księcia de Las Cases, byłego cesarskiego szambelana, który w listach pisał o surowości Lowe′a.
Pod koniec 1817 r. Napoleon zaczął wykazywać ciężkie objawy chorobowe, ale Lowe nie zrobił nic dla poprawy warunków, a nawet rekomendował rządowi zaostrzenie warunków aresztu domowego. Po śmierci Napoleona Lowe wrócił do Anglii, gdzie otrzymał podziękowania od króla Jerzego IV, ale poza tym spotkał się z niepochlebnymi opiniami.
W latach 1825–1830 dowodził siłami brytyjskimi na Cejlonie, ale nie otrzymał nominacji na jej gubernatora, gdy stanowisko to zwolniło się w 1830 r.